# یواس‌اس جان اس مک‌کین (دی‌دی‌جی-۵۶)
یواس‌اس جان اس مک‌کین (دی‌دی‌جی-۵۶) (به انگلیسی: USS John S. McCain (DDG-56)) یک کشتی است که طول آن ۵۰۵ فوت (۱۵۴ متر) می‌باشد. این کشتی در سال ۱۹۹۲ ساخته شد.